# بيلا غوتمان

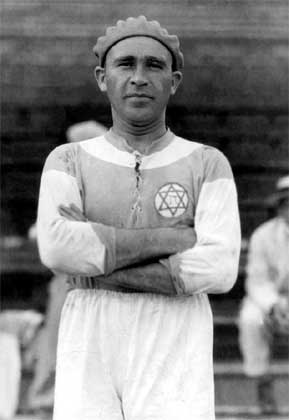
بيلا غوتمان

بيلا غوتمان، من مواليد 27 يناير 1899 في بودابست في هنغاريا، وتوفي 28 أغسطس 1981 في فيينا في النمسا، لاعب كرة قدم هنغاري سابق، ومدرب كرة قدم.
بدأ مسيرته الكروية مع نادي هنغاريا في عام 1919، ولعب معهم حتى عام 1921، وفي عام 1922 انتقل إلى نادي هاكواه وين، ولعب معهم حتى عام 1926، وفي عام 1926 انتقل إلى نادي بروكلين واندرز، وفي عام 1926 انتقل إلى نادي نيويورك جاينتس، ولعب معهم حتى عام 1928، وفي موسم 1928/1929 انتقل إلى نادي نيويورك هاكواه، وفي عام 1930 لعب مع نادي هاكواه أول ستارز، وفي عام 1931 لعب مع نادي نيويورك، وفي عام 1932 انتقل إلى نادي هاكواه أول ستارز.
و قد لعب مع منتخب هنغاريا لكرة القدم بين عامي 1921 و1924، وشارك معهم في 6 مباريات وسجل هدف واحد.
و قد بدأ مسيرته التدريبية مع نادي هاكواه وين في موسم 1932/1933، وو في موسم 1933/1934 درب نادي توينتي الهولندي، وفي موسم 1938/1939 درب نادي أويبست، وفي عام 1945 درب نادي فأساس، وفي عام 1946 درب نادي تشينيزول، وفي موسم 1946/1947 درب نادي أويبست، وفي موسم 1947/1948 درب نادي كيسبست، وفي موسم 1949/1950 درب نادي بادوفا الإيطالي، وفي عام 1950 انتقل تدريب نادي تريسيتينا الإيطالي، ودربهم حتى عام 1952، وفي موسم 1954/1955 درب نادي إيه سي ميلان الإيطالي، وو في موسم 1955/1956 درب نادي فيتشينزا الإيطالي، وفي عام 1957 درب نادي هونفيد، وفي موسم 1957/1958 درب نادي ساو باولو البرازيلي، وفي موسم 1958/1959 درب نادي بورتو البرتغالي، وفي عام 1959 درب نادي بنفيكا البرتغالي، ودربهم حتى عام 1962، وفي عام 1962 درب نادي بينارول الأوروغوياني، وفي عام 1963 درب نادي أبيول، وفي عام 1964 درب منتخب النمسا لكرة القدم، وفي موسم 1965/1966 درب نادي بنفيكا البرتغالي، وفي موسم 1966/1967 درب نادي سيرفيتي، وفي عام 1967 درب نادي باناثينايكوس اليوناني، وفي موسم 1973/1974 درب نادي بورتو البرتغالي.

## لعنة جوتمان
لعنة جوتمان تعود هذه اللعنة إلى عام 1963م عندما حقق المدرب المجري لقب الدروي البرتغالي مرتين مع نادي بنفيكا وأيضا قاده لإحراز بطولة دوري أبطال أوروبا مرتين متتاليتين أمام نادي برشلونة ونادي ريال مدريد، اعتقد المدرب حينها أنه يستحق زيادة في الأجر ولكن مجلس الإدارة رفض ذلك فغضب جوتمان على النادي وقرر ترك النادي وقال كلمته المشهورة في أوج غضبه «بنفيكا لن يتوج بأى بطولة أوروبية لمدة 100 سنة مقبلة»، منذ ذلك اليوم خسر بنفيكا خمس نهائيات في دوري أبطال أوروبا وثلاث نهائيات في الدوري الأوروبي مما جعل مشجعي ومحبي النادي يعتقدون فعلا بلعنة جوتمان.
قام النادي في احتفالية مرور 110 أعوام على النادي في عام 2012 بإقامة تمثال للمدرب بيلا غوتمان أمام النادي لكن ذلك لم يكن كافيا لكسر اللعنة إذ خسر النادي بعد ذلك نهائيين متتالين في الدوري الأوروبي أمام تشيلسي و إشبيلية.

### بنفيكا بعد جوتمان
على الصعيد المحلي حقق نادي بنفيكا بطولة الدوري البرتغالي 22 مرة حتى عام 2014، ولكن على الصعيد الأوروبي لم يحقق أي بطولة إذ وصل لثمان نهائيات خسرها جميعا

قائمة بالنهائيات الأوروبية التي خسرها النادي:
- 1963 دوري أبطال أوروبا - بنفيكا 1 - 2 ميلان
- 1965 دوري أبطال أوروبا - بنفيكا 0 - 1 انترميلان
- 1968 دوري أبطال أوروبا - بنفيكا 1 - 4 مانشستر يونايتد
- 1983 الدوري الأوروبي- بنفيكا 1 - 2 أندرلخت
- 1988 دوري أبطال أوروبا - بنفيكا 0 - 0 آيندهوفن (5 - 6 ركلات الترجيح)
- 1990 دوري أبطال أوروبا - بنفيكا 0 - 1 ميلان
- 2013 الدوري الأوروبي- بنفيكا 1 -2 تشيلسي
- 2014 الدوري الأوروبي- بنفيكا 0-0 إشبيلية (2 - 4 ركلات الترجيح)

## روابط خارجية
- بيلا غوتمان على موقع الاتحاد الدولي (مؤرشف)  (الإنجليزية)
- بيلا غوتمان على موقع قاعدة بيانات كرة القدم.إي يو (الإنجليزية)
- بيلا غوتمان على موقع ناشيونال فوتبول تيمز (الإنجليزية)
- بيلا غوتمان على موقع عالم كرة القدم.نت (الإنجليزية)
- بيلا غوتمان على موقع أوليمبيديا (الإنجليزية)